# Nihoa bisianumu
Nihoa bisianumu là một loài nhện trong họ Barychelidae. Loài này phân bố ờ New Guinea.